# Svein Erik Brodal

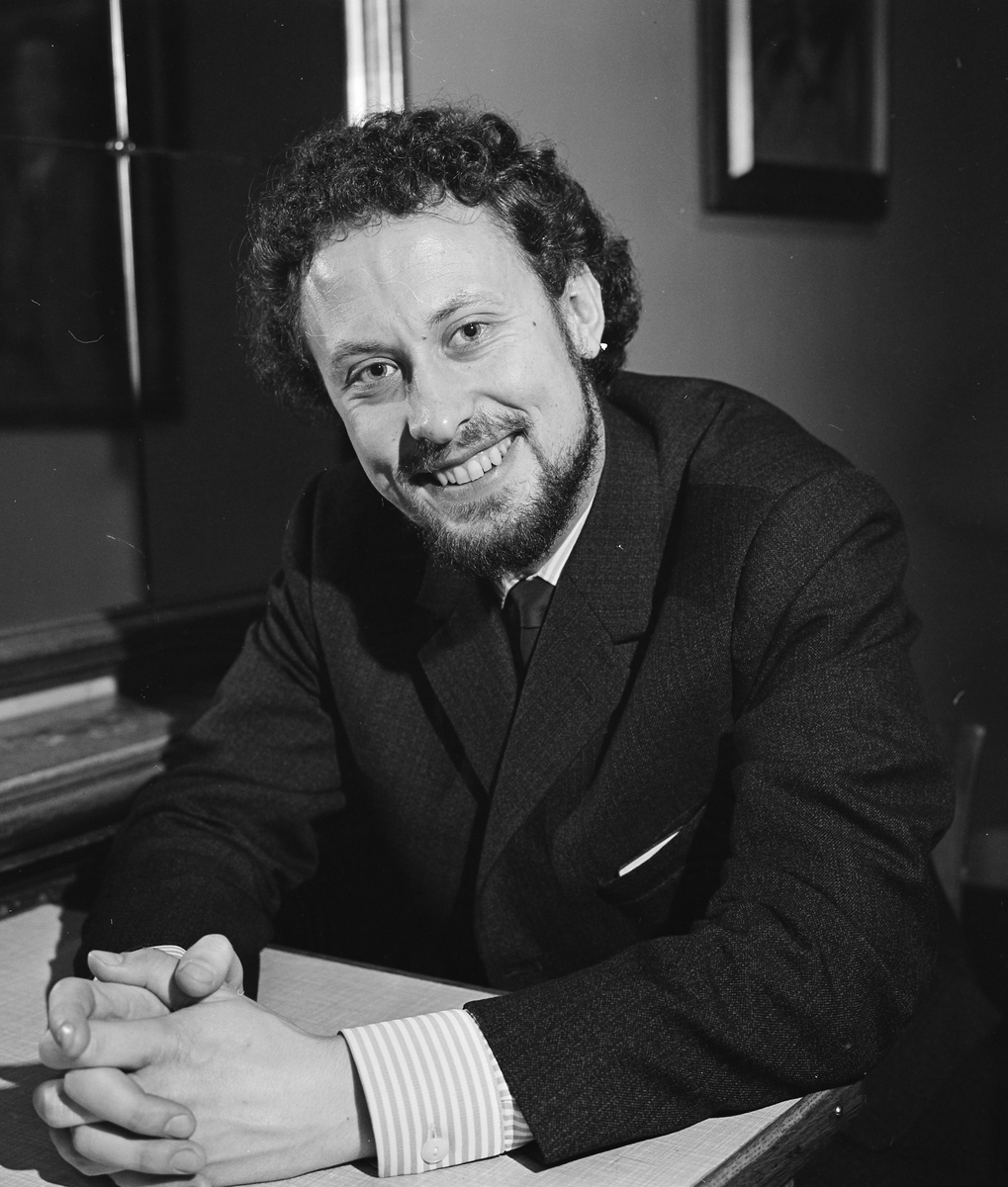
Svein Erik Brodal, 1967.

Svein Erik Brodal, född 21 februari 1939 i Norge, är en norsk skådespelare.  

## Filmografi (urval)
- 1995 – Farligt vatten
- 1995 – Kristin Lavransdotter
- 1996 – Hamsun
- 1997 – Saliga äro de som törstar
- 1998 – Avsändare: anonym
- 2002 – Jag är Dina